# Ghete
De Ghete (Duits: Getz of Getzbach, Frans Ghete) is een zijrivier van de Vesder in de Belgische provincie Luik. De rivier stroomt op het plateau van de Hoge Venen en ontspringt in het Brackveen. In Eupen, 9 km verderop, mondt de rivier uit in de Vesder.

## Verloop
De Ghete ontspringt in het hoogveen van het zogenoemde "Brackveen" nabij de N 67 Monschau - Eupen, vlak bij de Belgisch-Duitse grens, niet ver van Mützenich. De rivier mondt uit in het Meer van Eupen, en ontvangt vlak voor de monding nog water vanuit de Helle, dat via een 1,5 km lange tunnel wordt aangevoerd.

## Natuur
Het moerassige brongebied van de Ghete ligt in een beperkt toegankelijk natuurgebied. Sinds mei 2010 hebben zich talrijke beverfamilies in het brongebied in het noorden van het Brackveen gevestigd. 

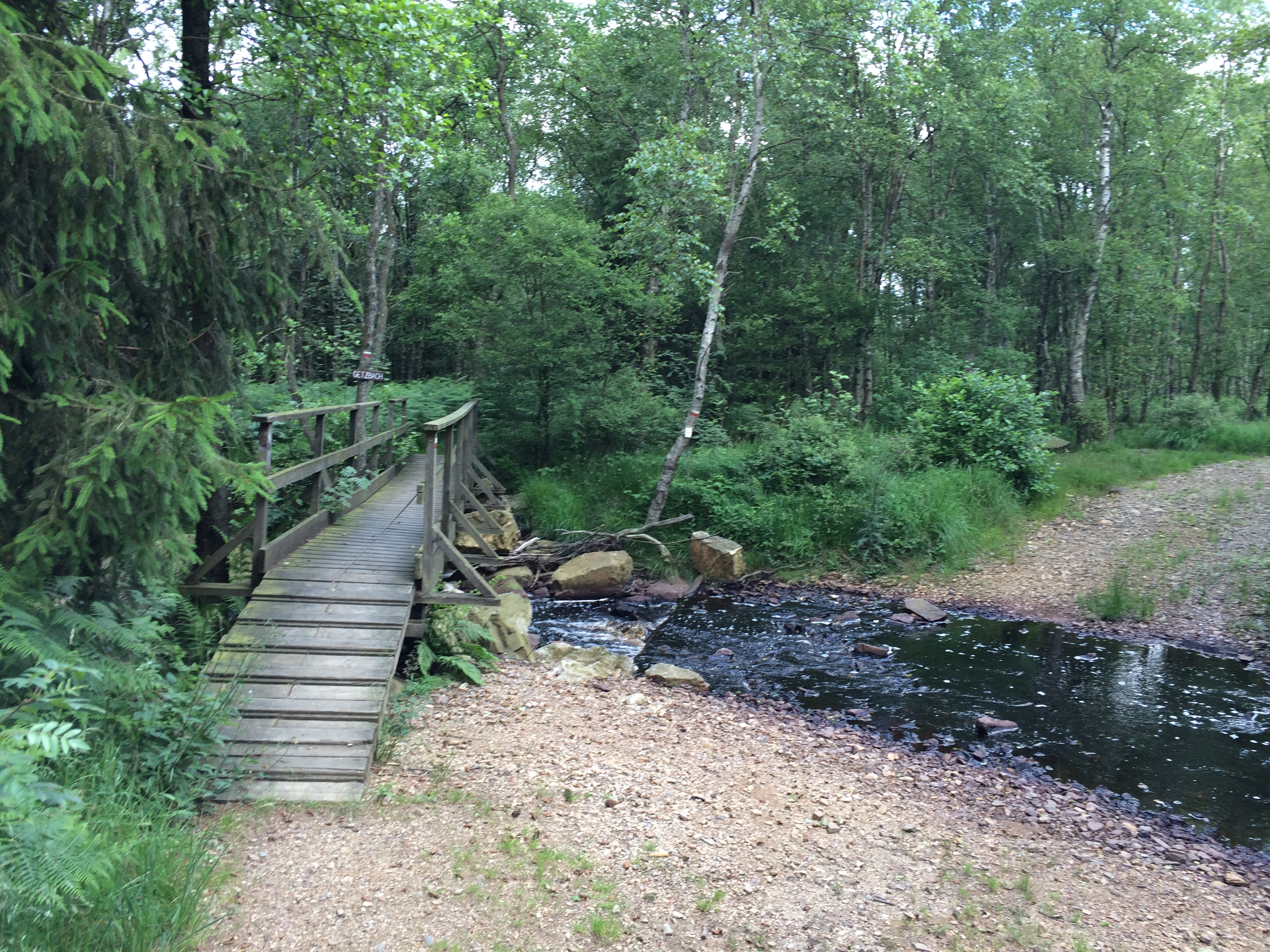
Voorde in de Ghete
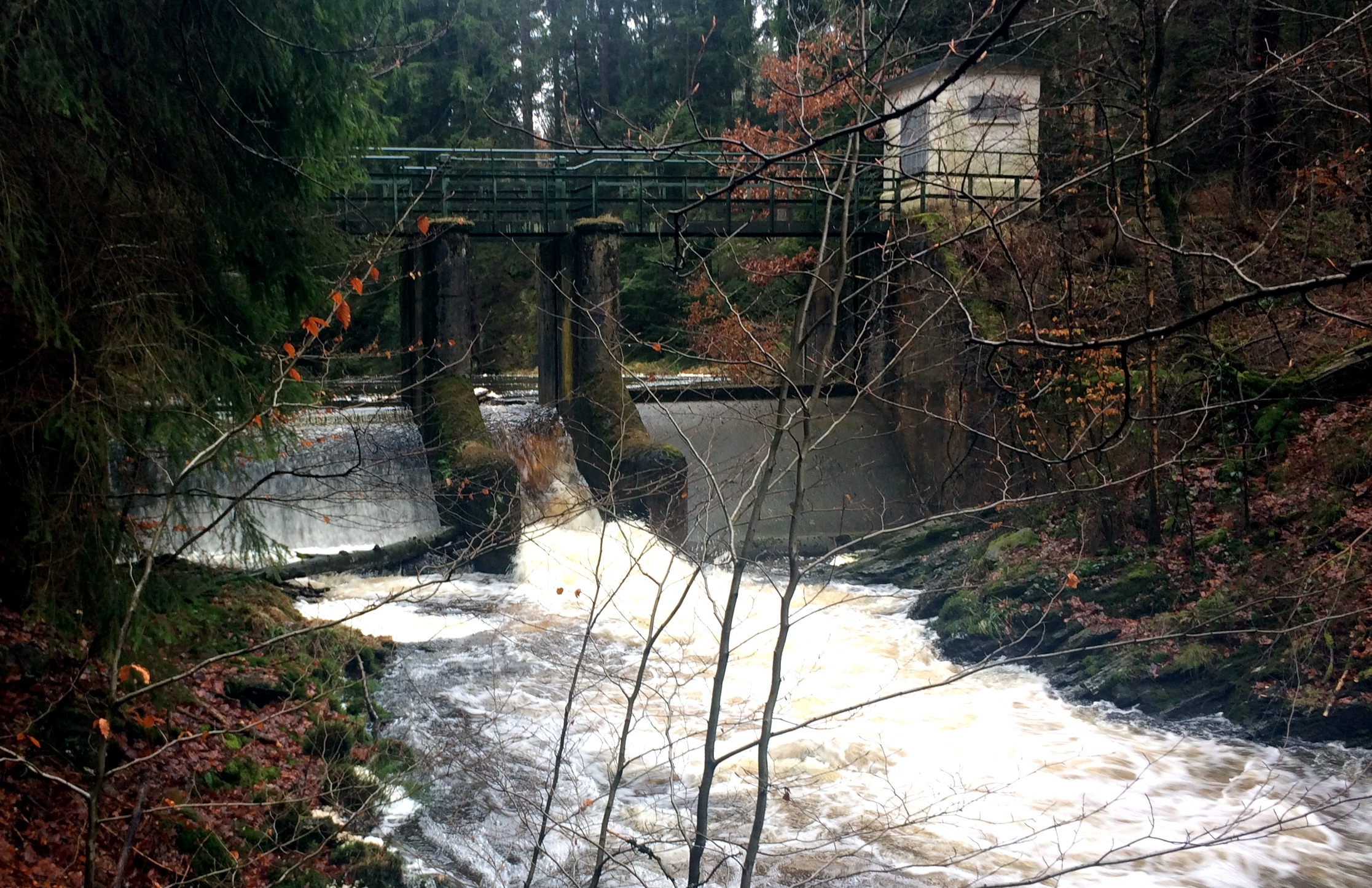
Samenvloeiing voor de Vesderstuwdam